# St. Josef und St. Theresia vom Kinde Jesu

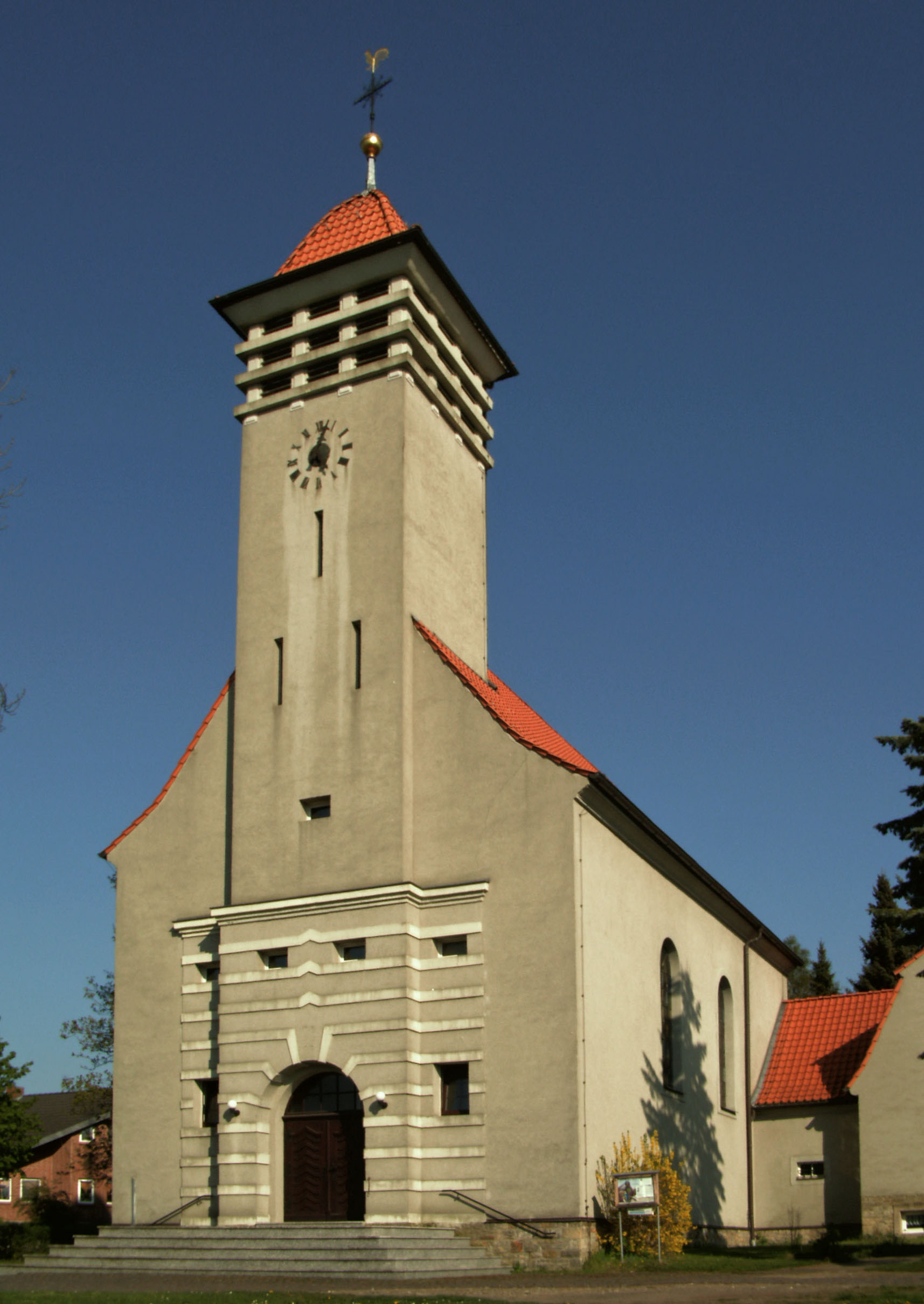
Außenansicht

Die Kirche Sankt Josef und Sankt Theresia vom Kinde Jesu ist die katholische Kirche in Weferlingen, einem Ortsteil der Stadt Oebisfelde-Weferlingen im Landkreis Börde in Sachsen-Anhalt. Sie gehört zur Pfarrei St. Christophorus mit Sitz in Haldensleben, im Dekanat Stendal des Bistums Magdeburg. Die nach den heiligen Josef von Nazaret und Therese von Lisieux benannte Kirche steht auf dem Grundstück Friedrichplatz 6 (Ecke Thälmannstraße) und ist im Denkmalverzeichnis des Landes Sachsen-Anhalt unter der Erfassungsnummer 094 84305 als Baudenkmal verzeichnet.

## Geschichte
Mit der Einführung der Reformation im 16. Jahrhundert wurde die Bevölkerung von Weferlingen, die bis dahin zum Archidiakonat Eschenrode im Bistum Halberstadt gehörte, evangelisch-lutherisch. Der genaue Zeitpunkt der Einführung der Reformation ist für Weferlingen nicht mehr bekannt, 1564 wurde bereits lutherisch gepredigt.
1861 erfolgte die Gründung der Missionspfarrei Gardelegen, zu der auch Weferlingen gehörte. Erst um 1900 kamen wieder Katholiken in größerer Zahl in den Raum Weferlingen. Es handelte sich um Arbeiter aus Polen, die in der Landwirtschaft Beschäftigung fanden. 1903 folgte die Gründung der Kirchengemeinde Kaltendorf-Oebisfelde, die auch Weferlingen umfasste. Am 7. Mai 1906 fand im Weferlinger Gasthaus Schwarzer Adler durch den in Oebisfelde ansässigen Priester Joseph Evers die erste Heilige Messe statt. 1910 lebten in Weferlingen knapp 200 Katholiken, weitere Katholiken lebten in den umliegenden Ortschaften.

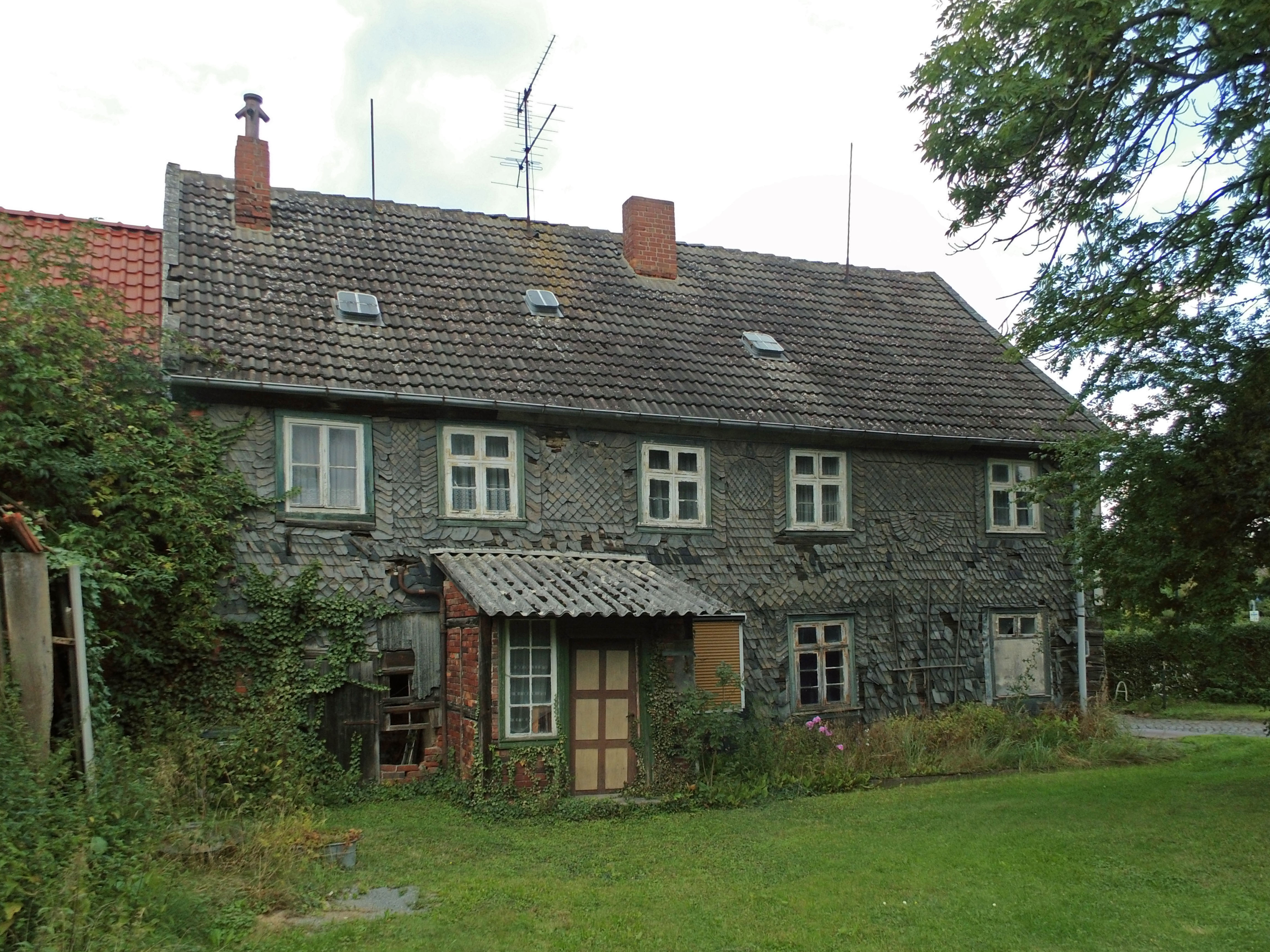
Gebäude, in dem sich von 1912 bis 1929 die Notkapelle befand (2014)

1911 wurde ein Kirchbauverein gegründet und das Hausgrundstück Friedrichplatz 6, auf dem später die Kirche gebaut wurde, erworben. Zunächst wurde im Erdgeschoss des auf dem Grundstück befindlichen Gebäudes eine Notkapelle eingerichtet. Am 10. März 1912 erfolgte durch Pfarrer Hermann Koch aus Gardelegen ihre Benediktion, bereits mit dem Patrozinium „St. Josef“. Später wurde auf dem Gebäude mit der Notkapelle ein heute nicht mehr vorhandener Dachreiter mit einer Glocke errichtet.
Am 15. Mai 1912 bekam die zu diesem Zeitpunkt rund 500 Katholiken zählende Filialvikarie Weferlingen mit Vikar Alfred Meyer den ersten eigenen Priester, womit in Weferlingen eine zur Kirchengemeinde Kaltendorf-Oebisfelde gehörende Filialvikarie gegründet wurde. Zur Filialvikarie Weferlingen gehörten damals neben Weferlingen auch die Ortschaften Behnsdorf, Belsdorf, Döhren, Eickendorf, Eschenrode, Everingen, Hödingen, Hörsingen, Klinze, Ribbensdorf, Seggerde, Siestedt, Walbeck und Wolfsdorf. Ex caritate betreuten die Geistlichen aus Weferlingen auch das zum Bistum Hildesheim gehörende Grasleben, wo 1934 eine Notkapelle eingerichtet wurde, sowie die ebenfalls dem Bistum Hildesheim angehörenden Ortschaften Mackendorf, Mariental, Querenhorst und Saalsdorf, bis Anfang Juli 1945 die Errichtung der Innerdeutschen Grenze das verhinderte.
Am 3. September 1929 erfolgte die Konsekration der neuerbauten Kirche St. Josef und St. Theresia vom Kinde Jesu durch Johannes Hillebrand, Weihbischof des Erzbistums Paderborn, zu dem Weferlingen damals gehörte. Pater Ferdinand Knörzer war damals Pfarrvikar in Weferlingen. Die Notkapelle wurde zunächst zu einem Vereinsraum umgebaut. 1935 wurde der Kirchbauverein aufgelöst. 1936 erfolgte neben der Kirche der Bau des Pfarrhauses, im Januar 1937 wurde es eingeweiht. 1937 wurde auch der bisherige Vereinsraum zu einer Mietwohnung umgebaut.
Nach dem Zweiten Weltkrieg vergrößerte sich die Zahl der Katholiken im Raum Weferlingen durch den Zuzug von Flüchtlingen und Heimatvertriebenen aus den Ostgebieten des Deutschen Reiches auf über 3000. Von 1946 bis 1953/54 übernahmen Redemptoristen die Seelsorge in Weferlingen. Am 1. Oktober 1948 erfolgte die Erhebung der Pfarrvikarie Weferlingen zu einer Filialkirchengemeinde, zu ihr gehörten die Ortschaften der 1912 gegründeten Filialvikarie Weferlingen. Von 1951 an wurden auch in den umliegenden Dörfern Eschenrode, Everingen, Hörsingen, Ivenrode und Walbeck Kapellen eingerichtet, die bis 1992 wieder aufgegeben wurden.
Da sich die Kirche während der Existenz der Deutschen Demokratischen Republik nur knapp zwei Kilometer von der Innerdeutschen Grenze entfernt und somit im Sperrgebiet befand, verließen viele der Neuzugezogenen Weferlingen wieder. 1966 wurde Weferlingen aus dem bisherigen Pfarrverband, der Pfarrei Gardelegen, entlassen, und zu einer eigenständigen Pfarrei erhoben. In diesem Zusammenhang wechselten die Ortschaften Altenhausen, Bischofswald, Bregenstedt, Flechtingen, Hasselburg, Hilgesdorf, Ivenrode und Lemsell aus der Pfarrei Haldensleben I (St. Liborius) zur neuen Pfarrei Weferlingen.
1987 verließ mit Franz Josef Lohse der letzte ortsansässige Priester Weferlingen, seitdem wird die Kirche von Geistlichen aus Haldensleben mit betreut. Damals hatte die Pfarrei Weferlingen nur noch rund 420 Mitglieder. 1991/92 erfolgte die jüngste große Renovierung der Kirche. Am 8. Juli 1994 wurde das Bistum Magdeburg gegründet, dem Weferlingen seitdem angehört.
Am 1. März 2007 wurde der Gemeindeverbund „Haldensleben – Eichenbarleben – Groß Ammensleben – Weferlingen – Wolmirstedt“ gegründet, zu dem von da an die Kirche gehörte. Damals gehörten zur Pfarrei Weferlingen rund 270 Katholiken. Am 2. Mai 2010 entstand aus dem Gemeindeverbund die heutige Pfarrei „St. Christophorus“. Zu ihr gehören außer der Kirche „St. Josef und St. Theresia vom Kinde Jesu“ in Weferlingen auch die Kirchen „St. Johannes Baptist“ in Althaldensleben, „Heilig Kreuz“ in Calvörde, „St. Nikolaus von der Flüe“ in Colbitz, „St. Benedikt“ in Eichenbarleben, „St. Peter und Paul“ in Groß Ammensleben, „St. Liborius“ in Haldensleben, „St. Josef“ in Wolmirstedt sowie die Wallfahrtskapelle „St. Anna“ auf Gut Glüsig. Die Pfarrei Weferlingen wurde in diesem Zusammenhang aufgehoben. Die Volkszählung in der Europäischen Union 2011 zeigte, dass von den 13.838 Einwohnern der Stadt Oebisfelde-Weferlingen 480, und somit 3,5 %, der römisch-katholischen Kirche angehörten.

## Architektur und Ausstattung

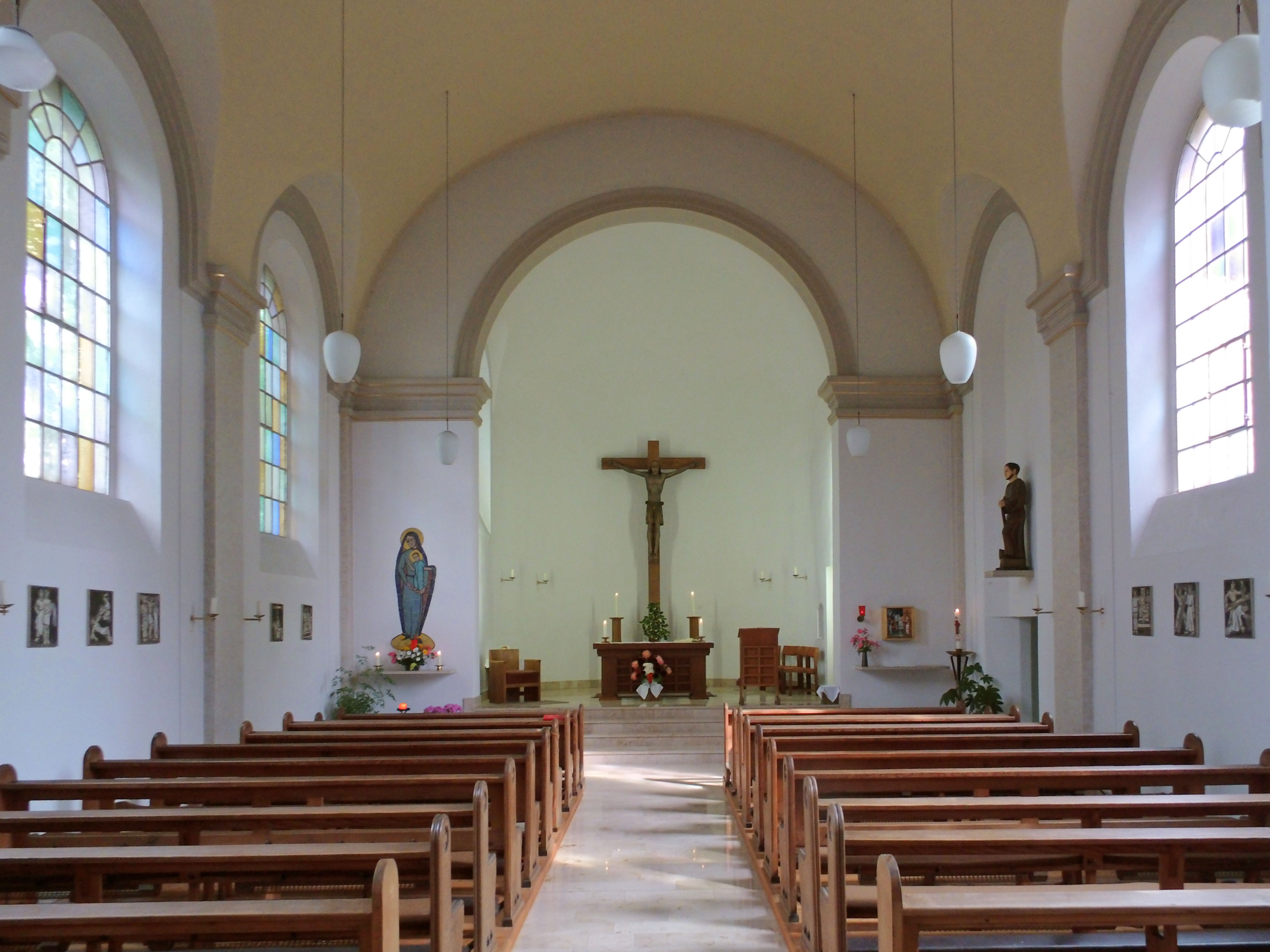
Inneres

Die in knapp 90 Meter Höhe über dem Meeresspiegel gelegene Kirche verfügt über 120 Sitzplätze. Ihre im Ortsbild sichtbare Turmspitze wird von einem Wetterhahn gekrönt.
Von den einstmals vier Glocken sind noch drei vorhanden, wovon noch zwei geläutet werden. Die Orgel stammt aus der abgerissenen katholischen Kirche in Mössingen, sie wurde 1995 in Weferlingen wieder aufgebaut. Unter der Orgelempore befindet sich der Beichtstuhl. Ferner eine Kopie des Gnadenbildes Unserer Lieben Frau von der immerwährenden Hilfe und ein Bild der Therese von Lisieux, vor denen Opferkerzen aufgestellt werden können. Ein kleines Relief stellt Antonius von Padua dar, ein größeres neben dem Altarraum Maria, die Mutter Jesu. Über dem Zugang zur seitlich am Kirchenschiff angebauten, zwei Treppenstufen tiefer gelegenen Taufkapelle befindet sich eine Statue Josefs von Nazaret. Die Darstellung auf dem Tabernakel zeigt Jesus mit den Emmausjüngern beim Brotbrechen. Der Altarraum wird von einem Kruzifix dominiert. Zur Innenausstattung gehören außerdem ein hölzerner Altar und 14 Kreuzwegstationen.

## Einzugsgebiet
Das Einzugsgebiet der Kirche umfasst die Ortschaften Altenhausen, Behnsdorf, Belsdorf, Bregenstedt, Döhren, Eickendorf, Eschenrode, Everingen, Flechtingen, Hödingen, Hörsingen, Ivenrode, Klinze, Ribbensdorf, Schwanefeld, Seggerde, Siestedt, Walbeck und Weferlingen.